# Carpophthoromyia dividua
Carpophthoromyia dividua är en tvåvingeart som beskrevs av Meyer 2006. Carpophthoromyia dividua ingår i släktet Carpophthoromyia och familjen borrflugor. Inga underarter finns listade.